# 1501 w polityce

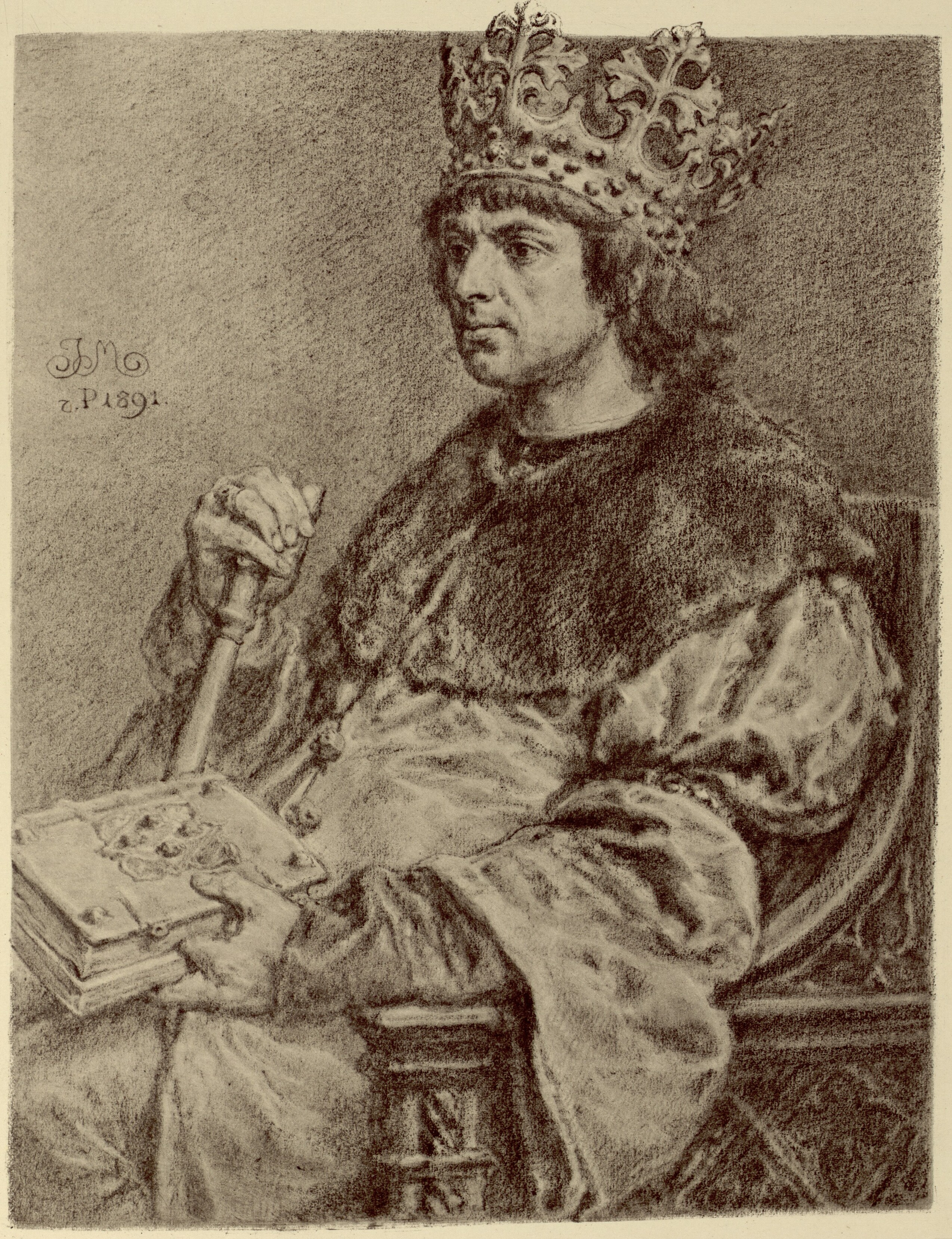
Aleksander Jagiellończyk

Wydarzenia polityczne w 1501 roku.

## Wydarzenia
- Aleksander Jagiellończyk zostaje królem Polski[1].

## Urodzili się
- 6 maja Marcello Cervini degli Spannochi, późniejszy papież Marcelin II.

## Zmarli
- 17 czerwca Jan I Olbracht, król Polski[2].